# S. Tóth József
S. Tóth József (Pestszenterzsébet, 1939. szeptember 22. – 2002. október) Jászai Mari-díjas magyar színész.

## Életpályája
Pestszenterzsébeten született, 1939. szeptember 22-én. Színészi diplomáját a Színház- és Filmművészeti Főiskolán szerezte 1963-ban. Gyakorlati idejét főiskolásként a Madách Színházban töltöttet. Pályáját a győri Kisfaludy Színházban kezdte 1963–1972 között. Játszott az Irodalmi Színpadon. 1972-től Thália Színházhoz szerződött, és az Arizona Színháznak is tagja volt. 1998-tól a Soproni Petőfi Színházban szerepelt.

## Fontosabb színházi szerepei
- William Shakespeare: Romeo és Júlia... Romeo
- William Shakespeare: A makrancos hölgy... Grumio; Egy tudós
- Molière: A képzelt beteg... Kolikaczius Tamás, Kolikaczius fia
- Fjodor Mihajlovics Dosztojevszkij: Félkegyelmű... Lev Nyikolajevics Miskin, herceg
- Nyikolaj Vasziljevics Gogol: A revizor... Hlesztakov
- Lev Nyikolajevics Tolsztoj: Háború és béke... Alpatics, tiszttartó
- Mihail Afanaszjevics Bulgakov: A Mester és Margarita... Első nyomozó
- Mihail Afanaszjevics Bulgakov – Elbert János - Kazimir Károly: Színházi regény... Szerkesztő
- Csingiz Ajtmatov: Az évszázadnál hosszabb ez a nap... Edilbáj
- Mihail Alekszandrovics Solohov: Emberi sorsok... Második katona
- Alekszandr Nyikolajevics Osztrovszkij: Karrier... Kurcsajev huszár
- Konsztantyin Andrejevics Trenyov: Ljubov Jarovaja... Pikalov, mozgósított katona
- Iszaak Emmanuilovics Babel: Alkony... Uruszov, zugprókátor
- Makszim Gorkij: Kispolgárok... Pjotr, volt diák, Besszemanovék gyermeke
- Szophoklész: Antigoné... Haimon; Karvezető
- Szophoklész: Oidipusz király... Hírmondó
- Arisztophanész: Gazdagság... Karvezető
- Molière: Tartuffe... Rendőrtiszt
- Denis Diderot: Fecsegő ékszerek... Brahmin
- François Rabelais: Gargantüa és Pantagrüel... Ludvégh
- Benjamin Jonson: Volpone... I. bíró
- Jean Racine: Berenice... Antiochus
- Jean Giraudoux: A bellaci Apolló... Portás
- Jean Anouilh: Pacsirta (Jeanne d'Arc, a szűz)... Charles
- Terence Rattigan: Az alvó herceg... Őfelsége, VIII. Miklós, Carpathia királya
- Georg Büchner: Woyzeck... Első mesterlegény
- Arthur Miller: A salemi boszorkányok... Giles Corey
- Arthur Miller: Közjáték Vichyben... Pincér
- Tennessee Williams: A vágy villamosa... Pénzbeszedő
- Friedrich Schiller: Tell Vilmos... Arnold von Melchtal, unterwaldeni paraszt
- Friedrich Schiller: Ármány és szerelem... A fejedelem komornyikja
- Eugene O’Neill: Amerikai Elekra... Orin, gyalogoshadnagy, a tábornokék fia
- George Bernard Shaw: Segítség! Orvos!... Dr. Loony Schutzmacher
- George Bernard Shaw: Vissza Matuzsálemhez... Martellus, szobrász
- Jean-Paul Sartre: Piszkos kezek... Luis
- Jaroslav Hašek – Egon Erwin Kisch: Őrültek a fedélzeten avagy 365 nap alatt Prágától Pozsonyig... Hommel kapitány
- Maurice Maeterlinck : A kék madár... Idő
- Federico García Lorca: Don Cristobal meg Rosita kisasszony tragikomédiája... Telebeszél
- Lope de Vega: A magyarországi fenevad... Nadályos, borbélydoktor, komédiásköltő
- Lope de Vega: A kertész kutyája... Tristan Teodoro inasa
- Edmond Rostand: Cyrano de Bregerac... 2. kadét
- Arthur Schnitzler: A zöld kakadu... Maurice, a társulat tagja
- Robert Merle: Sisyphus és a halál... Halál
- Graham Greene: Csendes amerikai... Dominguez
- Meta Victor: Egy komisz kölök naplója... Slokum, tiszteletes
- Karol Wojtyła: Az aranyműves boltja... szereplő
- Piero Chiara: Jöjjön el egy kávéra hozzánk... Kázmér atya
- Peter Shaffer: Útvesztő... George, Harrington fia
- Hugo von Hofmannsthal: Akárki... Sovány sógor
- Hervé: Nebáncsvirág... Jules, színész
- Franz Schubert: Három a kislány... Schwiend, festő
- Fényes Samu: Kassai asszonyok... Citó Péter, az ötvöscéh mestere
- Katona József: Bánk bán... Tiborc; Myska bán
- Petőfi Sándor: Tigris és hiéna...  Dengez
- Jókai Mór: A kőszívű ember fiai... Baradlay Jenő
- Heltai Jenő A néma levente... Beppo
- Hunyady Sándor: Lovagias ügy... Fekete
- Móricz Zsigmond: Nem élhetek muzsikaszó nélkül... Viktor, pesti jogász
- Móricz Zsigmond: Úri muri... Ködmön András, munkás
- Molnár Ferenc: A Pál utcai fiúk... Áts Feri
- Molnár Ferenc: Játék a kastélyban... Titkár
- Jékely Zoltán: Mátyás király juhásza... Kölönte, udvari bolond
- Lengyel József: Levelek Arisztofanészhoz... Jogász, dr. Szakajtó, Krudys
- Békeffi István – Kazimir Károly – Kellér Andor: Bal négyes páholy... Spádi
- Tamási Áron: Ördögölő Józsiás... Murmog Jázmina kérője, Bagaria örököse
- Tamási Áron: Ábel... Avner; Madarász bácsi; Egyik bankigazgató
- Németh László: Harc a jólét ellen... Dugaszi
- Németh László: Az utazás... Tisztelő
- Németh László: Gandhi... Hindu vezető
- Karinthy Ferenc: Budapesti ez-az... szereplő
- Karinthy Ferenc: Házszentelő... Irattáros
- Örkény István: Tóték... Inas; Lőrincke, a szomszéd
- Hernádi Gyula: Csillagszóró... Szokratész
- Harsányi Zsolt: A bolond Ásvayné... Sipeki, ispán
- Verebes István: Kettős ünnep... Winkler
- Kazimir Károly – Ortutay Gyula: Kalevala... Joukahajnen; Vőfély
- Kazimir Károly – Ortutay Gyula: Ezeregyéjszaka... Asztalos
- Kazimir Károly – Romhányi József: Petruska... Bátya
- Kazimir Károly – Weöres Sándor – Jánosi István – Kunos Ignác: Karagőz... Naszreddin Hodzsa
- Kazimir Károly – Rákos Sándor: Agyagtáblák üzenete – Gilgames... Főpap
- Felkai Ferenc: Madách... Rákóczi János, Kossuth titkára
- Gerencsér Miklós: A 134. nap... Garsin
- Mezei András: Magyar kocka... Horváth
- Pelle János: Casanova... Orosz ezredes
- Cseres Tibor: Parázna szobrok... Ceglédi alezredes
- Vészi Endre: Statisztika... Dr. Széplaki
- Thurzó Gábor: Az oroszlán torka... A fegyház lelkésze
- Mesterházi Lajos: A Prométheusz rejtély... Nesztór
- Békés Pál: Egy kis térzene... Sátán
- Csörsz István: Kék a tenger... Felemás
- Kálmán Imre: Zsuzsi kisasszony... A Nép
- Kálmán Imre: Marica grófnő... Rezeda, tanító
- Szinetár György: A nemzet csalogánya... Blaha János
- Papp Gyula - Marno János - Madách Imre: Az első sírásó... A szfinx hangja
- Fedor Ágnes - Szilágyi György - Rátonyi Róbert: Miss Arizona... Teddy, a mixer
- Czakó Gábor: Gang... Tanár
- Kassák Lajos: Egy ember élete... Detektív
- Felkai Ferenc: Néro... Folius
- Felkai Ferenc: Boszorkányok pedig nincsenek... Tüske, udvari bolond
- Padisák Mihály: A sztár is meztelen... Dr. Láz, pszichiáter és slágerkirály
- Lázár Ervin: A hétfejű tündér... Kisfejű Nagyfejű Zordonbordon
- Kerényi Grácia: Lengyel fantázia... Puskin, Fogoly
- László-Bencsik Sándor: Történelem alulnézetben... TMK-s
- Király Dezső: Az igazi... Ságdy Feri, Splittauer unokaöccse
- Z. Szabó László: Utolsó stáció... Őr; Csorba
- Max Frisch: Andorra... Doktor
- Takeda Izumo – Miyosi Sóraku – Namiki Szenrju: Csusingura... Vakaszanoszke
- XVI. századi ismeretlen kínai szerző: Szép asszonyok egy gazdag házban... Porkoláb
- Énekek éneke... szereplő
- Bartókiána... szereplő
- Komlós János – Marton Frigyes: Thália kabaré... szereplő
- André Malraux: A remény... Schreiner
- Henry Wadsworth Longfellow: Hiawata... Csibiábosz
- John Van Druten – Joe Masteroff – John Kander – Fred Ebb: Kabaré... Vámtiszt:
- Grigorij Gorin: Gyalog a holdsugáron... Lelkész
- Sztaniszlav Sztratiev: Velúrzakó... Ivan barátja
- Konsztantyin Pausztovszkij: Csillagok... Victor Frichard, francia költő
- Leopold Lahola: A bosszú... Gogo
- Alekszej Abruzov: Egy szerelem története... Rogyik
- Nyikolaj Pogogyin: Arisztokraták...  Mitya
- James Leo Herlihy – William Noble: Tizenévesek... Arthur, Bartley fia
- John Boynton Priestley: Váratlan vendég... Eric, Birling fia
- Jorge Amado – Pozsgai Zsolt: A tenger szerelmesei... Anselmo
- Fritz Hochwälder: A szent kísérlet... Barrigua
- Michel de Ghelderode: Vörös mágia... A Bíró
- Rolf Hochhuth: Jogászok... Ügyész
- Franz Theodor Csokor: Isten veled Monarchia... Joszip, Kaminski legénye, egyben szakács
- Mihail Filippovics Satrov: Égszínkék lovak, vörös füvön... Dr. Epstein
- Jarosław Iwaszkiewicz: Chopin... Fernand, a szomszéd nagybirtokos fia
- Graham Greene: Komédiások... Houngan
- Robert Bolt: 	Kinek se nap se szél. Morus Tamás... Richard Rich
- Johan Smuul: Az ezredes özvegye, avagy az orvosok nem tudnak semmit... Orvos
- Franz Werfel – Török Tamás: A Musa Dagh negyven napja... Oszkanjan, tanító

## Filmek, tv
- Pesti háztetők (1962)
- Pirosbetűs hétköznapok (1962)
- Május (1963)
- Új Gilgames (1964)
- Sziget a szárazföldön (1969)
- Utazás a koponyám körül (1969)
- Kalevala (színházi előadás tv-felvétele, 1974)
- Ügyes ügyek (1975)
- Csontváry (1975)
- Vivát, Benyovszky! (sorozat) Fogságban című rész (1975)
- A sas meg a sasfiók (1976)
- Gyémántok (1976)
- Az ész bajjal jár (1978)
- Ady-novellák (1978)
- Zokogó majom (1978)
- Worafka tanácsos úr (1979)
- Cid (1981)
- Vérszerződés (1981)
- A piac (1983), Buzinger
- Az utolsó futam (1983)
- Különös házasság (sorozat) 4. rész (1984)
- Holt lelkek (1985)
- Alkony (színházi előadás tv-felvétele, 1985)
- Tizenötezer pengő jutalom (1986)
- A falu jegyzője (1986)
- T.I.R. (sorozat) Vészhelyzet című rész (1987)
- Soha, sehol, senkinek! (1988)
- Fűszer és csemege (1988)
- Volt egyszer egy úrlovas (1988)
- Miniszter (1988)
- A kis cukrászda (1989)
- Oktogon (1989)
- Angyalbőrben (sorozat) Frontszinház című rész (1991)
- Celofánvirágok (1991)
- Bécsi ezüst (1991)
- Família Kft. (sorozat) Ugye nem zavarunk?; Hurrá, síelünk! című részek (1992)
- Frici, a vállalkozó szellem (sorozat) 7. és 14. rész (1993)
- Rádióaktív BUÉK (1993)
- Az álommenedzser (1994)
- Esti Kornél csodálatos utazása (1995)
- Kisváros (sorozat) Autótolvajok című rész (1996) Nyom nélkül című rész (1997)
- Az öt zsaru (sorozat) Gyilkos csomag című rész (1999)
- Lovagias ügy (színházi előadás tv-felvétele)

## Díjai
- Jászai Mari-díj (1972)
- Thália-gyűrű (1988)
- Aranymaszk-díj (1998)